# Kanton Annonay-Nord
Der Kanton Annonay-Nord war von 1973 bis 2015 ein französischer Wahlkreis im Arrondissement Tournon-sur-Rhône, im Département Ardèche und in der Region Rhône-Alpes. Hauptort (frz.: chef-lieu) war Annonay. Die landesweiten Änderungen in der Zusammensetzung der Kantone brachten im März 2015 seine Auflösung.

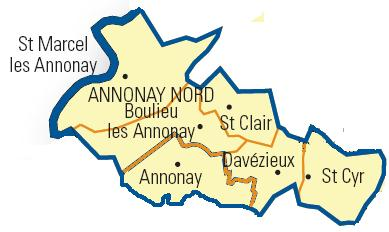
Gemeinden im Kanton Annonay-Nord

Der Kanton bestand aus folgenden Gemeinden:
| Gemeinde                 | Einwohner (Stand: 2022) | Code postal | Code Insee |
| ------------------------ | ----------------------- | ----------- | ---------- |
| Annonay *                | 9.928                   | 07100       | 07010      |
| Boulieu-lès-Annonay      | 2255                    | 07100       | 07041      |
| Davézieux                | 3181                    | 07430       | 07078      |
| Saint-Clair              | 978                     | 07430       | 07225      |
| Saint-Cyr                | 1430                    | 07430       | 07227      |
| Saint-Marcel-lès-Annonay | 1378                    | 07100       | 07265      |

* Teilbereich. Die Einwohnerzahl bezieht sich auf den zum Kanton gehörenden Teil der Gemeinde.